# فرودگاه شهرستان هیوستن (مینه‌سوتا)
فرودگاه شهرستان هیوستن (مینه‌سوتا) (به انگلیسی: Houston County Airport (Minnesota)) یک فرودگاه همگانی بهره‌برداری هوایی است که یک باند فرود آسفالت دارد و طول باند آن ۱۰۶۶ متر است. این فرودگاه در کشور ایالات متحده آمریکا قرار دارد و در ارتفاع ۳۵۹ متری از سطح دریا واقع شده‌است.